# Sheikh Muszaphar Shukor
Sheikh Muszaphar Shukor Al Masrie bin Sheikh Mustapha (Kuala Lumpur, 27 de julho de 1972) é um médico e o primeiro cosmonauta da Malásia.

## Carreira
Foi lançado ao espaço em 10 de outubro de 2007 a bordo da nave Soyuz TMA-11 para uma missão na Estação Espacial Internacional, junto com o cosmonauta russo Yuri Malenchenko e a astronauta norte-americana Peggy Whitson, que comandará a Expedição 16 da ISS.
O Dr. Shukor faz parte da tripulação como cosmonauta selecionado do programa espacial Angkasawan, um acordo entre a Agência Espacial Federal Russa e o governo da Malásia.
Médico ortopedista integrante da equipe do Hospital Geral de Kuala Lumpur, ele foi selecionado no começo de 2006, junto com três outros inscritos aprovados, para o programa espacial malaio Angkasawan, criado para treinar e levar um malaio ao espaço numa joint-venture tecnológica com a Rússia. Após testes iniciais na Cidade das Estrelas, Sheikh Shukor foi enviado com mais um finalista para um período de dezoito meses de treinamento na Rússia, ao fim dos quais ele foi o selecionado para integrar a tripulação da missão.
A Soyuz TMA-11 com os três tripulantes foi lançada às 13:22 de 10 de outubro de 2007 pela hora local do centro de lançamento de Baikonur. Apesar de considerado pela NASA e pela Agência Espacial da Rússia apenas como um participante de voo espacial, Shukor não é um turista espacial, pois não pagou pela viagem e realizou intensos treinamentos acordados entre as agências espaciais malaia e russa. Durante sua permanência de nove dias na ISS, ele realizou estudos diversos estudos sobre a cultura de células humanas.
O lançamento foi acompanhado ao vivo por multidões em Kuala Lumpur, que vibraram com as imagens transmitidas por grandes telões espalhados ao ar livre pela capital da Malásia. Ele retornou à Terra a bordo da Soyuz TMA-10 em 21 de outubro, em companhia dos cosmonautas Fyodor Yurchikhin e Oleg Kotov, integrantes da Expedição 15 que encerravam seu tempo de permanência na ISS.